# Bagienni

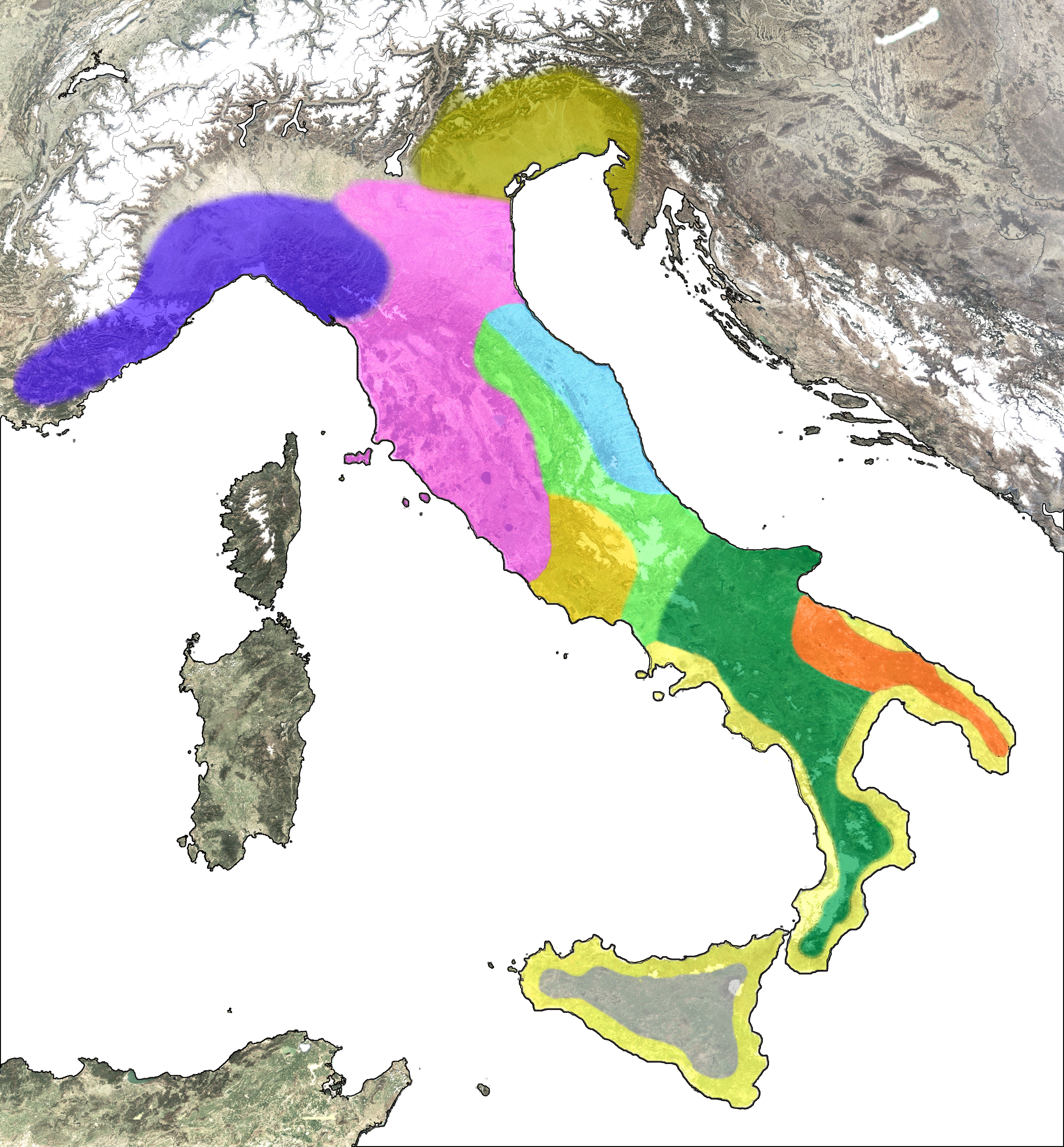
Les peuples dans la péninsule italienne au début de l'âge du fer :
Ligures.
Vénètes.
Étrusques.
Picéniens.
Ombriens.
Latins.
Osques.
Messapes.
Grecs.
Sicules.

Les Bagienni (ou Vegenni ou Vagienni) étaient un peuple alpin protohistorique d'Europe appartenant au groupe plus important des Ligures.
Ils s'installèrent dans le haut de la vallée du Tanaro ainsi que dans tout le Piémont sud-occidental.
Leur capitale était dans la zone de la ville qui, au temps des Romains, s'appelait Julia Augusta Bagiennorum (aujourd'hui Bene Vagienna).
On peut les citer comme les premiers Piémontais, ainsi que d'autres populations comme les Taurins et les Salasses, qui, au cours de la période pré-romaine, peuplaient le Piémont.
Chassés par les populations celtiques comme les Boïens, les Bagienni se déplacèrent vers la vallée de Trebbia en Émilie-Romagne, dans la zone de Bobbio, où ils fondèrent leur centre.
Ils furent conquis par les Romains vers le milieu du IIe siècle av. J.-C., puis englobés dans l'empire romain.
Dans la zone de la vallée du Val Trebbia, il se forme un Pagus Bagienno (Bagiennorum) avec pour chef-lieu Bobbio.
Les informations les concernant nous sont parvenus par Pline l'Ancien dans son ouvrage Naturalis historia.

## Sources
- (it) Cet article est partiellement ou en totalité issu de l’article de Wikipédia en italien intitulé « Bagienni » (voir la liste des auteurs).